# Урман-Бішкадацька сільська рада
Урма́н-Бішкада́цька сільська рада (рос. Урман-Бишкадакский сельский совет) — муніципальне утворення у складі Ішимбайського району Башкортостану, Росія. Адміністративний центр — село Урман-Бішкадак.

## Населення
Населення — 2380 осіб (2019, 2444 в 2010, 2599 в 2002).

## Склад
До складу поселення входять такі населені пункти:
| Населений пункт          | Населення, осіб (2002) | Населення, осіб (2010) |
| ------------------------ | ---------------------- | ---------------------- |
| Аптіково, присілок       | 295                    | 243                    |
| Богдановка, присілок     | -                      | 6                      |
| Карайганово, присілок    | 284                    | 277                    |
| Козловський, присілок    | 7                      | 4                      |
| Новогеоргієвка, присілок | 67                     | 116                    |
| Новоівановка, присілок   | 71                     | 51                     |
| Саліхово, село           | 650                    | 584                    |
| Урман-Бішкадак, село     | 715                    | 613                    |
| Шихан, присілок          | 6                      | 11                     |
| Яр-Бішкадак, присілок    | 504                    | 539                    |